# Nils Lindh
Nils Erik Lindh (ur. 23 października 1889 w Sztokholmie, zm. 6 lutego 1957 tamże) – szwedzki skoczek narciarski i kombinator norweski.

## Kariera
Lindh trzykrotnie był mistrzem kraju w skokach narciarskich (w latach 1913, 1918 i 1919). W 1924 wystąpił na igrzyskach olimpijskich w Chamonix. W skokach narciarskich zajął 9. miejsce na skoczni normalnej, natomiast w kombinacji norweskiej był 21. po biegu na 18 km, a w skokach nie wystartował.